# Tiền Hải (xã)
Tiền Hải là một xã thuộc tỉnh Hưng Yên, Việt Nam.

## Địa lý
Xã Tiền Hải nằm ở phía đông của tỉnh Hưng Yên, có vị trí địa lý:
- Phía đông giáp xã Đồng Châu và xã Đông Tiền Hải.
- Phía tây giáp xã Lê Lợi và xã Kiến Xương.
- Phía nam giáp xã Ái Quốc và xã Tây Tiền Hải.
- Phía bắc giáp xã Nam Thái Ninh.

## Lịch sử
Phần lớn địa bàn thị trấn Tiền Hải hiện nay trước đây vốn là hai xã Tây An và Tây Sơn thuộc huyện Tiền Hải.
Vào thế kỷ XVI, khai quốc công thần triều Lê là Phạm Văn Xảo mộ dân đến khai phá và lập nên ấp Tiểu Hoàng, sau gọi là làng Tiểu Hoàng, tổng Đại Hoàng, huyện Chân Định, phủ Kiến Xương, thừa tuyên Sơn Nam.
Năm 1831, vua Minh Mạng đặt lại địa giới hành chính, đổi ấp Tiểu Hoàng thành xã Tiểu Hoàng thuộc tổng Đại Hoàng, huyện Trực Định, phủ Kiến Xương, tỉnh Nam Định.
Năm 1891, huyện Tiền Hải nhập thêm tổng Đại Hoàng từ huyện Trực Định, xã Tiểu Hoàng thuộc huyện Tiền Hải, ban đầu chia thành các giáp, sau chia thành các xóm. Xã Tiểu Hoàng có 2 thôn là thôn Đông và thôn Đoài.
Sau Cách mạng Tháng Tám năm 1945, thành lập xã Công Trứ thuộc huyện Tiền Hải, gồm các thôn: An Khang, La Cao, Ngoại Đê, Thư Điền, Tiểu Hoàng.
Cuối năm 1955, tách thôn Thư Điền về xã Tây Giang mới thành lập và chia phần còn lại của xã Công Trứ (gồm 4 thôn: An Khang, La Cao, Ngoại Đê, Tiểu Hoàng) thành hai xã Tây An và Tây Sơn.
Ngày 13 tháng 12 năm 1986, Hội đồng Bộ trưởng ban hành Quyết định 169-HĐBT. Theo đó, thành lập thị trấn Tiền Hải, thị trấn huyện lỵ huyện Tiền Hải trên cơ sở 89,95 ha diện tích tự nhiên và 5.653 người của xã Tây Sơn, 56,70 ha diện tích tự nhiên và 1.653 người của xã Tây Giang.
Sau khi thành lập, thị trấn Tiền Hải diện tích 146,55 ha diện tích tự nhiên và 7.306 người. Xã Tây Sơn còn 393,71 ha diện tích tự nhiên và 2.760 người.
Đến năm 2019, thị trấn Tiền Hải có diện tích 1,58 km², dân số là 6.614 người, mật độ dân số đạt 4.186 người/km², được chia thành 5 khu: 1, 2, 3, 4, 5 và 2 phố: Tiểu Hoàng, Hùng Thắng. Xã Tây An có diện tích 3,76 km², dân số là 3.227 người, mật độ dân số đạt 858 người/km². Xã Tây Sơn có diện tích 4,05 km², dân số là 3.721 người, mật độ dân số đạt 919 người/km².
Ngày 11 tháng 2 năm 2020, Ủy ban Thường vụ Quốc hội ban hành Nghị quyết số 892/NQ-UBTVQH14 về việc sắp xếp các đơn vị hành chính cấp xã thuộc tỉnh Thái Bình (nghị quyết có hiệu lực từ ngày 1 tháng 3 năm 2020). Theo đó, sáp nhập toàn bộ diện tích và dân số của xã Tây An và xã Tây Sơn vào thị trấn Tiền Hải.
Ngày 11 tháng 11 năm 2024, Bộ Xây dựng ban hành Quyết định số 1038/QĐ-BXD về việc công nhận thị trấn Tiền Hải mở rộng (bao gồm thị trấn Tiền Hải và 4 xã: Tây Giang, Tây Ninh, Đông Lâm, Đông Cơ) đạt tiêu chí đô thị loại IV.
Ngày 16 tháng 6 năm 2025, Ủy ban Thường vụ Quốc hội ban hành Nghị quyết số 1666/NQ-UBTVQH15 về việc sắp xếp các đơn vị hành chính cấp xã của tỉnh Hưng Yên năm 2025. Theo đó, sắp xếp toàn bộ diện tích tự nhiên, quy mô dân số của thị trấn Tiền Hải và các xã An Ninh (huyện Tiền Hải), Tây Ninh, Tây Lương, Vũ Lăng thành xã mới có tên gọi là xã Tiền Hải.

## Danh nhân
- Đại tướng Hoàng Văn Thái, Tổng tham mưu trưởng đầu tiên của Quân đội Nhân dân Việt Nam